# Prenumeration

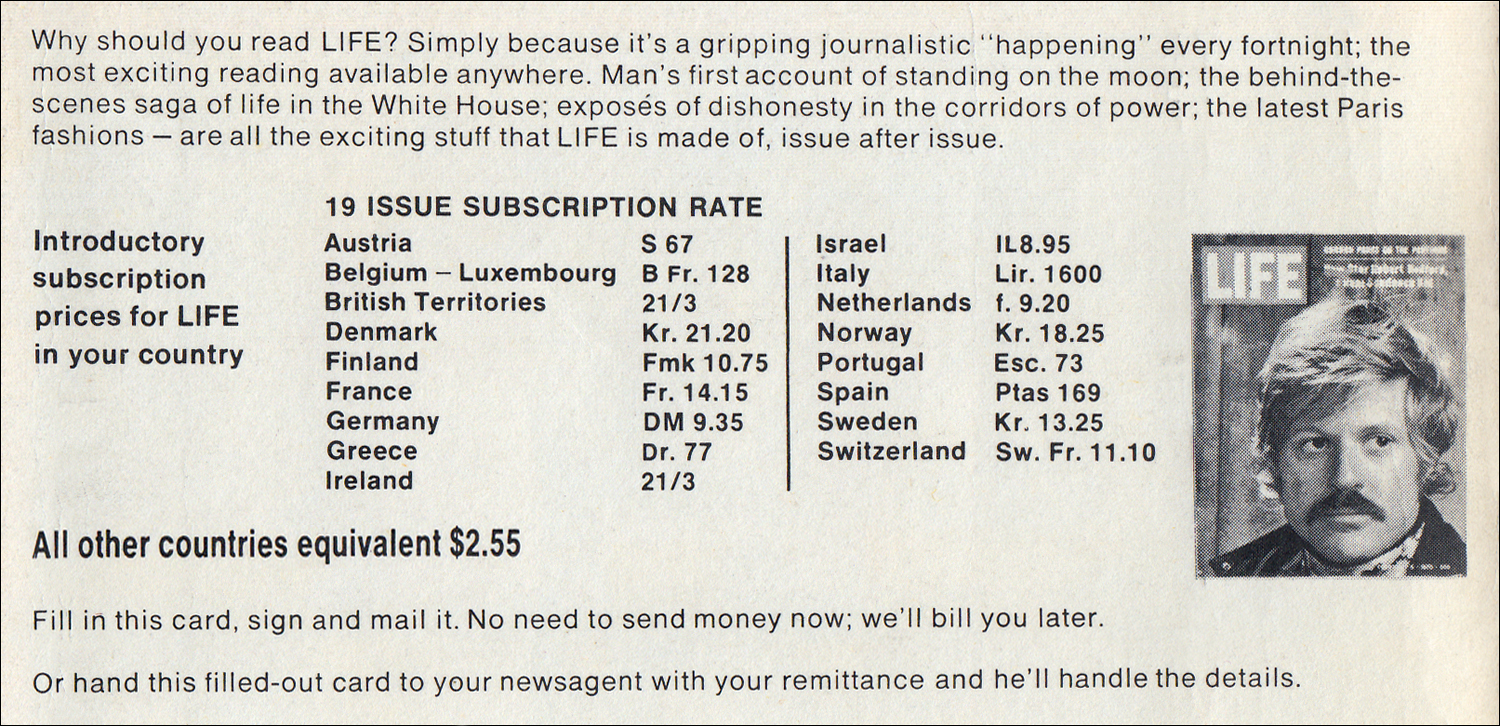
Ett prenumerationserbjudande från LIFE 1970, det svenska priset var då 19 nummer för 13:25.

Prenumeration eller prenumerationsköp är betalning på förhand, i förskott. Vanligen menas ett avtal om kontinuerlig förskottsbetald leverans av en tidning, en tidskrift eller ett bokverk.